# Kateřina Fialková
Kateřina Fialková (* 2. April 1967 in Hradec Králové, Tschechoslowakische Sozialistische Republik (ČSSR); † 1. November 2022 in Bern) war eine tschechische Diplomatin. Sie war Botschafterin der Tschechischen Republik in Japan, in der Schweiz und im Fürstentum Liechtenstein.

## Leben
Kateřina Fialková absolvierte von 1985 bis 1989 die Wirtschaftsuniversität Prag mit einem Mastertitel in Außenhandel. Von 1990 bis 1991 besuchte sie die Hochschule St. Gallen (HSG) und von 1993 bis 1995 die Michigan Technological University in Houghton, Michigan, wo sie einen Master of Science in Rhetorik und Technischer Dokumentation erwarb.
Fialková trat 1993 in den Dienst des tschechischen Außenministeriums ein. Nach der Rückkehr aus den Vereinigten Staaten arbeitete sie ab 1995 in der Abteilung für Sicherheitspolitik und wurde 1998 stellvertretende Direktorin der Abteilung. Im August 1998 wechselte sie als politische Beraterin an die tschechische Ständige Vertretung bei der NATO in Brüssel. Bei der NATO wurde sie im September 2000 stellvertretende Direktorin im Büro des Generalsekretärs George Robertson. Fialková war die erste Tschechin in einer hohen Position bei der NATO. Im Januar 2003 wechselte sie als Beraterin in das Büro des stellvertretenden Verteidigungsministers der Tschechischen Republik. Nach dem Irakkrieg wurde sie 2003 drei Monate an das britische Foreign Office des Vereinigten Königreichs in London abgestellt.
In der Folge wurde Fialková im August 2003 Botschaftsrätin und stellvertretende Botschafterin an der tschechischen Botschaft in London. Sie kehrte im September 2007 an das Außenministerium in Prag zurück und leitete die Arbeitsgruppe zur Vorbereitung der Tschechischen EU-Ratspräsidentschaft 2009. Im Januar 2008 übernahm sie die Leitung der Abteilung für die Vereinigten Staaten des Ministeriums.
Im November 2011 wurde Fialková zur außerordentlichen und bevollmächtigten Botschafter Botschafterin der Tschechischen Republik in Japan ernannt und kehrte 2014 nach Prag zurück. Ein weiteres Amt als Botschafterin trat sie am 5. September 2019 in Bern an. Am 21. November des Jahres wurde sie, wie zwei Botschafter zuvor, ebenfalls in Liechtenstein akkreditiert und übergab ihr Beglaubigungsschreiben an Erbprinz Alois von und zu Liechtenstein.
Kateřina Fialková starb überraschend im Alter von 55 Jahren am 1. November 2022 in Bern. Ihre Freunde sowie Vertreter des Diplomatisches Korps setzten am 28. März 2023 zu ihren Ehren einen Baum am Ufer der Aare und brachten eine Gedenktafel an.
Fialková interessierte sich für Theater, Mode sowie Pilates und hörte gerne Rockmusik. Sie sprach fließend Englisch, Deutsch, Französisch, Russisch und lernte 2011 Neugriechisch sowie Japanisch.

## Auszeichnungen
Der Präsident der Republik Litauen zeichnete Fialková 2003 mit dem Offizierskreuz des Gediminas-Ordens aus. Vom tschechischen Ministerpräsidenten erhielt sie 2009 die Karel-Kramář-Medaille.